# Cổ Giao
Cổ Giao (chữ Hán giản thể: 古交市, âm Hán Việt: Cổ Giao thị) là một thành phố cấp huyện thuộc thành phố Thái Nguyên, tỉnh Sơn Tây, Cộng hòa Nhân dân Trung Hoa. Thành phố Cổ Giao nằm ở trung bộ Sơn Tây, có Sông Phần chảy qua, là thành thị sản xuất than đá lớn nhất Trung Quốc. Cổ Giao có diện tích 1551 km², dân số năm khoảng 210.000 người. Về mặt hành chính, Cổ Giao được chia thành các đơn vị hành chính gồm 4 nhai đạo biện sự xứ, 10 trấn và hương. 